# Олександр фон дер Беллен
Олександр Костянтин фон дер Беллен (1859, Псков, Російська імперія — 1924, Таллінн, Естонська Республіка) — російський політичний діяч.

## Біографія
Його предки переселилися з Голландії в Московське царство наприкінці XVII століття і з XVIII століття жили в Псковській губернії.
У 1884 році в Санкт-Петербурзі закінчив із золотою медаллю Лісний інститут і отримав звання вченого лісівника 1-го розряду. Згодом обіймав різні адміністративні посади у Псковській губернії.
Із 1913 року очолював Псковську губернську земську управу до Жовтневого перевороту.
У березні—липні 1917 року був губернським комісаром Тимчасового уряду.
Влітку 1919 року, коли Псков був ненадовго окупований естонською армією, Беллен із дружиною та трьома синами, серед яких був батько майбутнього австрійського президента, втекли від наступаючої більшовицької Червоної армії до щойно створеної незалежної Естонії. В Естонії родина змінила частинку свого шляхетського прізвища з німецького «фон» на голландське «ван», оскільки німецька шляхетна частинка прізвища, якою користувалася велика кількість російської знаті, була спеціально заборонена законом в Естонії як ознака російської знаті. Пізніше до них в 1922 році переїхали дочки Ірина та Наталія.

## Родина
- Син — Олександр Олександрович (ван дер) Беллен (1898—1966) народився в Пскові.[4] Після революції переселився в Естонію.[5]
- Онук — Александр ван дер Беллен, австрійський економіст і фінансист. Президент Австрії з 26 січня 2017 року.